# Galaxia Pitică din Ursa Mică
Galaxia Pitică din Ursa Mică este o galaxie pitică sferoidală satelit al Căii Lactee și implicit membru al Grupului Local. Cum indică numele, galaxia este situată în constelația Ursa Mică. Descoperirea sa a fost anunțată în 1955 de A.G. Wilson, în același timp cu a altor galaxii de același tip (Leo I și Draco), toate fiind descoperite cu ajutorul fotografiilor luate de programul Palomar Observatory Sky Survey.
Aflată la distanța de 63 kpc (205.000 de ani-lumină) de Sistemul Solar, Galaxia Pitică din Ursa Mică este ca aproape toate galaxiile pitice apropiate, compuse din stele vechi și puțină materie interstelară. Are diametrul de aproximativ 2.000 de ani-lumină.

## Note

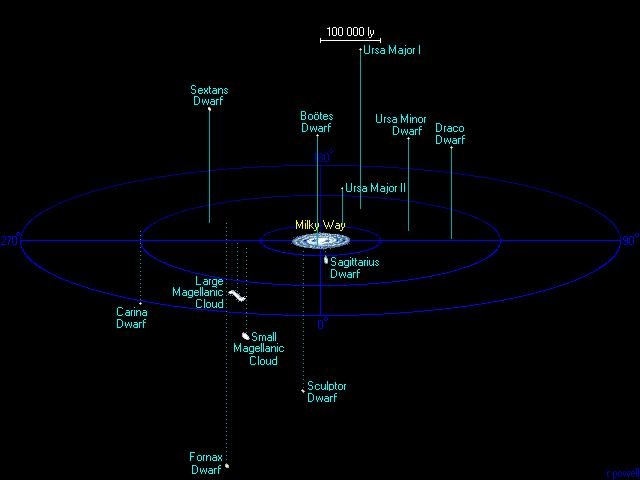
Galaxiile satelit ale galaxiei noastre, Calea Lactee.